# Nederland op de Olympische Jeugdspelen
Nederland is op de Olympische Jeugdspelen vertegenwoordigd sinds de Olympische Jeugdzomerspelen 2010 in Singapore, de eerste keer dat de Olympische Jeugdspelen plaatsvonden. Sporters uit alle 205 landen die destijds bij het IOC waren aangesloten deden mee, dus ook uit Nederland. Nederland vaardigde 36 spelers af in dit eerste jaar.

## Afvaardiging per jaar
| Evenement                         | Plaats       | Deelnemers | Sporten    | Medailles |
| --------------------------------- | ------------ | ---------- | ---------- | --------- |
| Olympische Jeugdzomerspelen 2010  | Singapore    | 36 spelers | 11 sporten | 6         |
| Olympische Jeugdwinterspelen 2012 | Innsbruck    | 18 spelers | 8 sporten  | 7         |
| Olympische Jeugdzomerspelen 2014  | Nanjing      | 41 spelers | 13 sporten | 10        |
| Olympische Jeugdwinterspelen 2016 | Lillehammer  | 13 spelers | 6 sporten  | 1         |
| Olympische Jeugdzomerspelen 2018  | Buenos Aires | 41 spelers | 16 sporten | 6         |
| Olympische Jeugdwinterspelen 2020 | Lausanne     | 15         | 4          | 5         |